# گاو کوهان‌دار
گاو کوهان‌دار (نام علمی: Bos primigenius indicus) نام یک زیرگونه از گونه نیاگاو است. که در شمال ایران و نواحی جنوب شرقی ایران به ویژه در استان سیستان و بلوچستان در منطقه سیستان زندگی می‌کرده است.

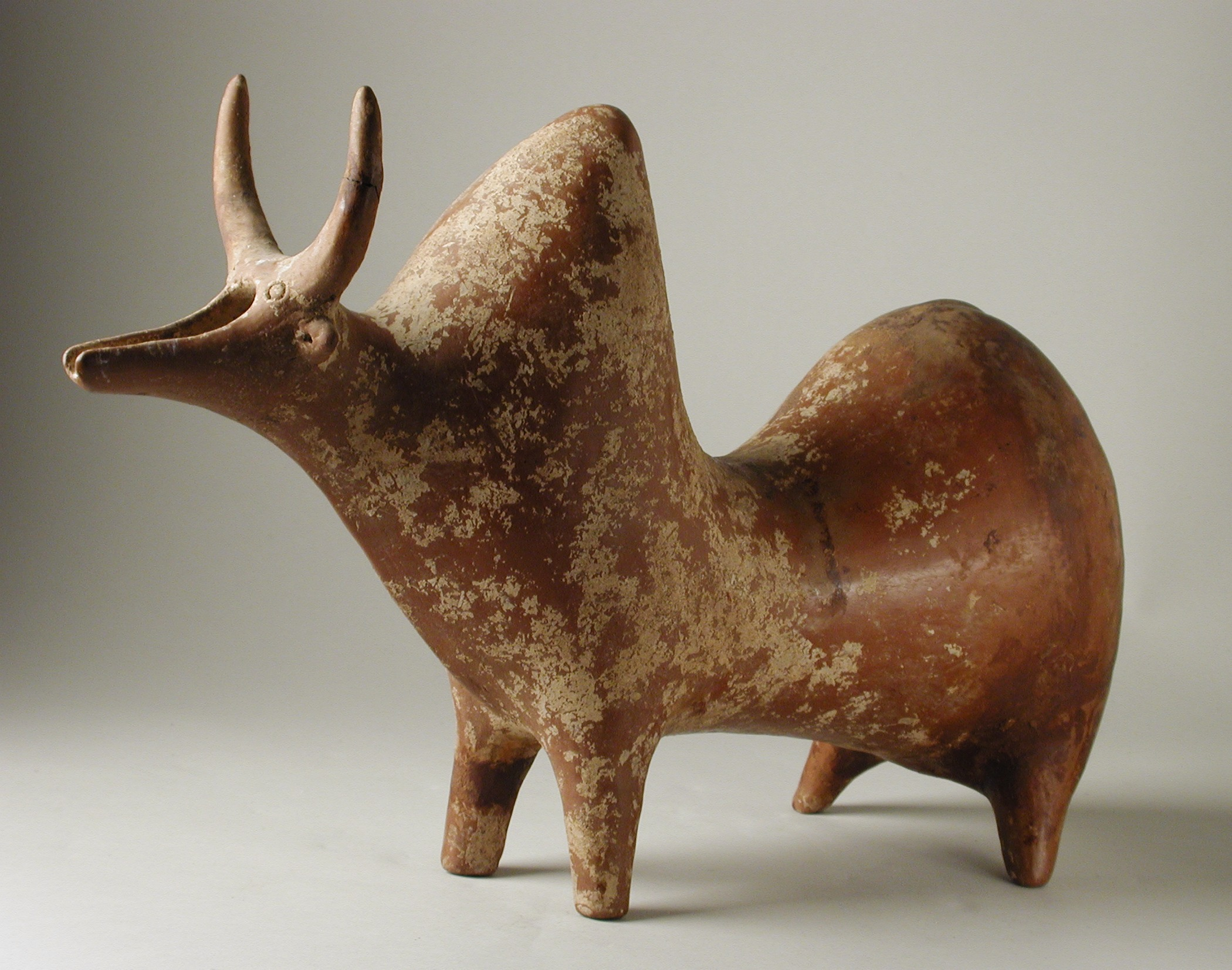
گاو کوهان دار، موزه هنر شهرستان لس آنجلس